# Mompha glaucella
Mompha glaucella é uma espécie de mariposa do gênero Mompha pertencente à família Coleophoridae.